# 그대가 모르는 나
《그대가 모르는 나》는 중국의 걸 그룹 GNZ48의 첫 반째 EP이다. 타이틀 곡의 센터 포지션은 팀G의 셰레이레이가 맡았다

## 수록곡
| #  | 제목                                  | 작사         | 작곡         | 편곡   | 가창 유닛 | 재생 시간 |
| -- | ------------------------------------- | ------------ | ------------ | ------ | --------- | --------- |
| 1. | 〈그대가 모르는 나〉 (你所不知道的我) | 阿聿         | 周路         |        |           |           |
| 2. | 〈LOVE〉                              | 黃楚欣(歡歡) | 黃楚欣(歡歡) | 팀G    |           |           |
| 3. | 〈가까운 미래〉 (近未来)              | 林熠         | 林熠         | 팀NIII |           |           |
| 4. | 〈자신을 지배하다〉 (做自己的主宰)    | 黃文輝       | ET           | 팀 G   |           |           |
| 5. | 〈이런 나〉 (这样的我)                | 林熠         | 林熠         | 팀 NⅢ  |           |           |

## 선발 멤버

### 그대가 모르는 나
(센터: 셰레이레이)
- 팀G: 천커, 천위치, 가오위안징, 린자페이, 셰레이레이, 쩡아이자, 장충위, 저우첸위
- 팀NIII: 천후이징, 천신위, 류리페이, 류첸첸, 루징, 탕리자, 정단니, 쭤자신

### LOVE
(센터: 천위치, 셰레이레이)
- 팀G: 천커, 천위치, 두위웨이, 가오위안징, 후이잉, 리친제, 린자페이, 류멍야, 류샤오샤오, 뤄한웨, 셰레이레이, 양칭잉, 쩡아이자, 장카이치, 장충위, 저우첸위

### 가까운 미래
(센터: 탕리자)
- 팀NIII: 천후이징, 천난시, 천신위, 펑자시, 훙징원, 류리페이, 류첸첸, 루징, 쑨신, 탕리자, 셴선난, 샤오원링, 슝신야오, 정단니, 쭤자신, 쭤징위안

### 자신을 지배하다
(센터: 천위치)
- 팀G: 천커, 천위치, 두위웨이, 가오위안징, 후이잉, 리친제, 린자페이, 류멍야, 류샤오샤오, 뤄한웨, 셰레이레이, 양칭잉, 쩡아이자, 장카이치, 장충위, 저우첸위

### 이런 나
(센터: 탕리자)
- 팀NⅢ: 천후이징, 천난시, 천신위, 펑자시, 훙징원, 류리페이, 류첸첸, 루징, 쑨신, 탕리자, 셴선난, 샤오원링, 슝신야오, 정단니, 쭤자신, 쭤징위안